# Kazimiera Zajączkowska
Kazimiera Zajączkowska-Meissner (ur. 27 marca 1900 w Warszawie, zm. 18 sierpnia 1995 tamże) – polska aktorka teatralna i filmowa.

## Życiorys
Występowała używając drugiego imienia Zofia oraz pod pseudonimem Mura Dan. Ukończyła tzw. kinokursy, prowadzone przez Edwarda Puchalskiego (1923) oraz krakowską Miejską Szkołę Teatralną (1925). Jako aktorka debiutowała w 1925 roku na deskach Teatru im. Juliusza Słowackiego w Krakowie. Następnie przeniosła się do Warszawy, gdzie występowała w Teatrze im. Aleksandra Fredry (1926/1927) oraz w Teatrze Narodowym (1927-1930). W kolejnych latach występowała poza stolicą, m.in. w Teatrze Miejskim w Płocku (1931-1932) oraz w Teatrze Miejskim w Sosnowcu (1932-1933). Na warszawskie sceny powróciła w sezonie 1934/1935, grając w Teatrze Ateneum. Po 1936 roku nie występowała.
Po II wojnie światowej powróciła do aktorstwa jako członkini łódzkiego zespołu Artos (1949-1950) oraz na scenie warszawskiego Teatru Nowego (1951). W latach 1951–1964 występowała w audycjach Teatru Polskiego Radia.
Została pochowana na Cmentarzu Powązkowskim w Warszawie(kwatera 133, rząd 4, grób 6).

## Filmografia
- Trędowata (1926) - Lucia, córka Elzonowskiej
- Pan Tadeusz (1928) – Zosia
- La Valse de l'adieu (1928) - Delfina Potocka
- Polskie drogi (1976) - odc. 5